# Довре (город, Миннесота)
Довре (англ. Dovray) — город в округе Марри, штат Миннесота, США. На площади 0,6 км² (0,6 км² — суша, водоёмов нет), согласно переписи 2002 года, проживают 67 человек. Плотность населения составляет 103,5 чел./км².
- Телефонный код города — 507
- Почтовый индекс — 56125
- FIPS-код города — 27-16300[1]
- GNIS-идентификатор — 0642911[2]